# الماس‌ها بهترین دوست یک دختر هستند
«الماس‌ها بهترین دوست یک دختر هستند» (به انگلیسی: Diamonds Are a Girl's Best Friend) یک ترانه جاز است که توسط کارول چانینگ در تهیه آقایان موطلایی‌ها را ترجیح می‌دهند (۱۹۴۹) در تئاتر برادوی، با موسیقی جولی استاین و متن ترانه از لئو رابین معرفی شده‌است.

## نسخه مریلین مونرو

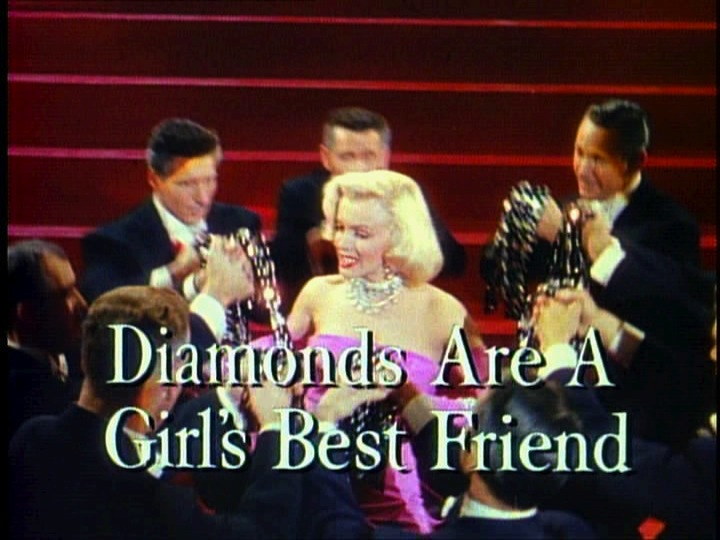
مونرو ترانه را می‌خواند که توسط مردان خوش‌پوش احاطه شده‌است.

اجرای مونرو از این ترانه به عنوان اجرای برجسته در نظر گرفته می‌شود و توسط انستیتوی فیلم آمریکایی در رتبه دوازدهم بهترین آهنگ قرن قرار گرفت.
اجرای مونرو توسط هنرمندان مختلف از مدونا و کایلی مینوگ تا جری هالیول و آنا نیکول اسمیت مورد ارجاع قرار گرفته‌است. در موزیک ویدئوی «دختر مادی» مدونا به‌طور خاص از مجموعه و لباس‌های مشابهی برای خواننده و رقصندگان مردش استفاده شده‌است. نمونه این ترانه توسط مگان دی استالین و نورمانی در سال ۲۰۲۰ با عنوان «الماس‌ها» تهیه شده‌است، و در این موزیک ویدئو با مجموعه ای و لباس‌های مختلف عملکرد فیلم مونرو تداعی شده‌است. صدای آواز مونرو نیز در پس زمینه در طول ترانه شنیده می‌شود.